# Hoeksche Waard (Insel)
Das Hoeksche Waard ist ein von vier Wasserläufen umgrenztes Gebiet in der niederländischen Provinz Zuid-Holland. Diese vier Wasserläufe sind das Haringvliet, der Spui, die Oude Maas und die Dordtsche Kil (im Uhrzeigersinn ab Süd). Das Gebiet hat die Ausdehnungen von etwa  25 Kilometer (Ost-West) und 14 Kilometer (Nord-Süd).
Der größte Ort im vorwiegend  agrarisch geprägten Gebiet ist Oud-Beijerland. Andere Gemeinden sind Binnenmaas, Cromstrijen, Korendijk und Strijen, die sich alle 2019 zu einer neuen Großgemeinde mit dem Namen Hoeksche Waard zusammengeschlossen haben.